# 요나구니 구조물

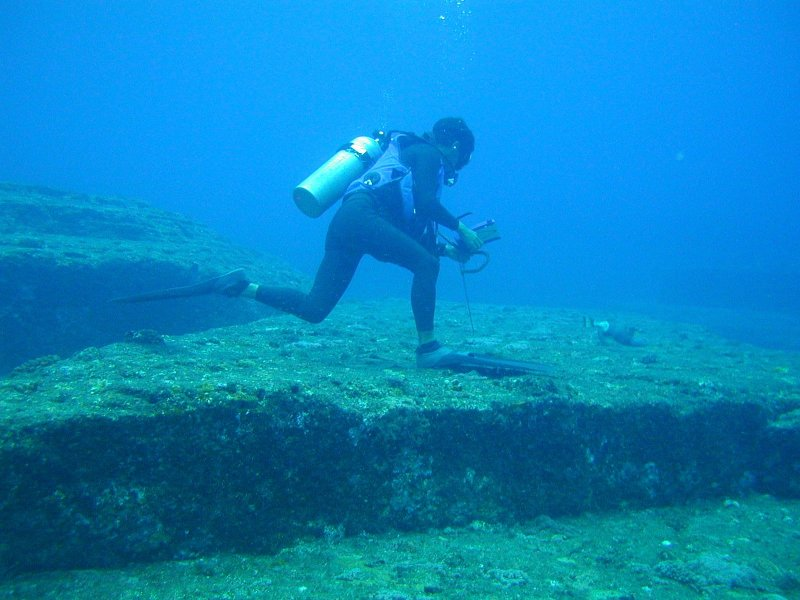
요나구니 구조물

요나구니 구조물(與那國構造物)은 1987년에 일본 오키나와현 요나구니섬 인근의 해저에서 발견된 거대구조물로, 그 형태가 세계의 다른 고대 유적과 흡사해 인공구조물이라는 주장이 제기되었으나, 이 구조물이 자연구조물일 가능성도 제기되었다.

## 발견과 논란
1987년에 다이버들이 요나구니섬 인근 해저에서 인공석조물처럼 보이는 해저구조물을 발견해 화제가 되었다. 류큐 대학의 기무라 마사키가 이끄는 연구진들이 이 구조물을 연구하고, 해저구조물이 인공적으로 만들어졌다고 주장하였으나 이에는 많은 논란이 있다.

## 인공구조물설

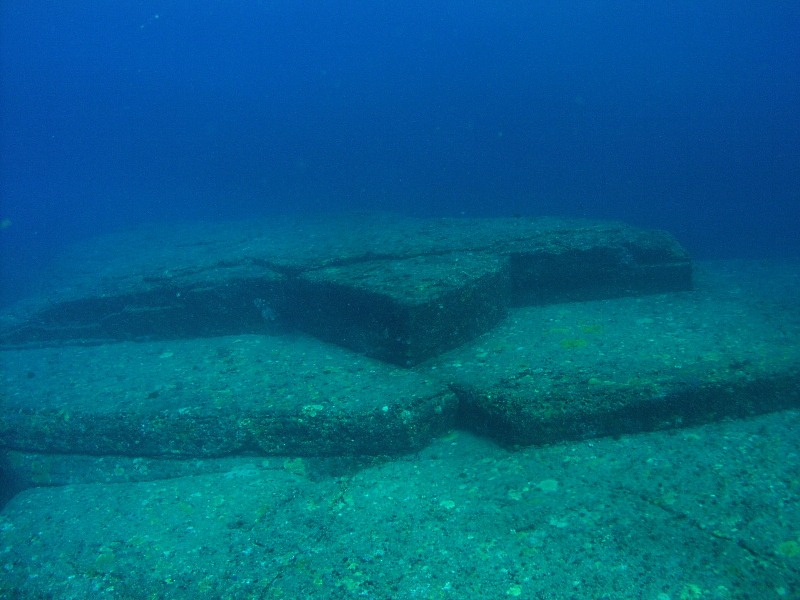
요나구니 구조물에서 "거북이 바위"(亀の岩)로 불리는 지형

구조물은 사암(砂岩)과 이암(泥岩)으로 이루어져 있으며 대다수의 주요 구조물은 독립적인 암석들의 조합이 아니라, 지반의 암석덩어리와 연결되어 있는 형태로 되어 있다. 이렇듯 암석을 옮겨서 건설한 구조물이 아니라 지층과 같은 암석으로 되어있다는 점은 많은 논란을 불러왔다.
해양고고학자인 션 킹슬리는 이 구조물 중, 도랑의 내부에 두개의 90도 각도와 직각형태의 모서리가 있는 두 개의 거석이 존재한다는 점을 들어, 이는 건설시기가 알려지지 않은 류큐 제도의 전통적인 무덤들에서도 흔히 발견되는 구조와 흡사한 인공물이라 주장하였으나, 이 거석의 직각모서리는 기존의 자연구조물을 인공적으로 다듬은 것에 지나지 않는다는 의견도 많다.
일본의 고고학자인 기무라 마사키는 구조물을 이루는 암석의 표면에서 동물과 사람 형상의 그림을 발견하였고 구조물의 일부가 이스터섬의 모아이 석상과 흡사하다고 주장하였다. 또한 그는 요나구니 구조물이 세계의 다른 고대 유적의 구조물과 흡사하며 이처럼 독특한 구조물이 한곳에만 대량으로 자연생성되기 어렵다고 주장했다.
만약 이 구조물이 인간의 손에 의해 건설되었다면 해수면이 지금보다 39미터정도 낮아 이 지역이 해수면 위에 있었던 시기인 빙하기 말기(대략 기원전 10,000년 경)이전이어야 한다. 기무라는 초기에는 이 구조물이 최소한 1만년전에 건설되었다 주장하였으나, 2007년에 태평양 과학연차회의에서는 이 시기를 해수면이 지금과 비슷한 2,000~3,000년전으로 조정하였다.

## 자연구조물설
반면 보스턴 대학교의 지질학자인 로버트 쇼크는 과거 인간에 의해 일부 지역이 다듬어졌을 가능성은 있으나, 요나구니 구조물은 자연적으로 생성되었다고 주장하였다. 로버트 쇼크의 조사에 의하면 요나구니 섬은 쉽게 단층이 갈라지는 평행한 성층면으로 구성되어 있으며 지진에 의해 날카롭고 직각형태로 암석이 갈라지는 경우가 흔히 있다고 한다. 그는 실제 요나구니 섬의 북동해안에서 건조물과 비슷한 자연구조물이 존재한다고 주장했다.
남태평양 대학교의 해양지구과학자인 패트릭 넌도 "이 구조물은 자연적으로 생성"되었으며 "인공이라는 믿을 만한 근거가 없다."고 주장하였다.
요나구니 구조물과 비슷하게 평면과 날카로운 모서리를 지닌 자연구조물로는 북아일랜드의 자이언트 코즈웨이 해안의 돌기둥과 미국의 올드 랙 마운틴 등이 있다.

## 같이 보기
- 자이언트 코즈웨이
- 미확인 수중물체